# Confession d'un malandrin
Albums de Angelo Branduardi
La luna, Gulliver e altri disegni
(1980) Cercando l’oro
(1983)
Confession d'un malandrin est un album de musique interprété par Angelo Branduardi.

## L'album
Il s'agit de la version française de l'album italien Gulliver, la luna e altri disegni sorti en 1980.

## Liste des titres
- Confession d'un malandrin
- La lune
- Si longtemps déjà
- Les arbres ont grandi
- Les eaux qui dorment
- Sans aucun doute
- Ce qui de la terre s'en va
- Donna mia
- Le printemps
- La danse

Paroles : Étienne Roda-Gil / Musique : Angelo Branduardi

## Musiciens
- Angelo Branduardi : voix, guitare, violon, flûtes, percussions
- Maurizio Fabrizio : guitares, mandoline, percussions, quatro
- Gigi Cappellotto : basse
- Giorgio Cocilovo : guitares
- Mike Logan : claviers et cloches
- Andy Surdi : batterie
- Bruno de Filippi : bouzouki, quatro, guitare, sitar, banjo, harmonica